# Цир (річка)
Цир — річка в Україні, в межах Камінь-Каширського і Любешівського районів Волинської області. Права притока Прип'яті (басейн Дніпра). 

## Опис
Довжина 57 км, площа водозбірного басейну 507 км². Похил річки 0,6 м/км. Долина невиразна. Заплава заболочена, завширшки 1—3 м. Річище здебільшого випрямлене. Використовується як водоприймач осушувальної системи. 

## Розташування
Цир бере початок біля села Яловацьк. Тече в північному/північно-східному напрямку по території Поліської низовини. В районі села Цир переходить у старе русло Прип'яті (Прип'ять стариця) і на північний захід від села Лахвичі впадає у Прип'ять. 
Над річкою розташоване місто Камінь-Каширський.